# Isa Mebarak

Isa Mebarak (Barranquilla, 29 juni 1981) is een zangeres van Colombiaanse afkomst. Isa groeide op in een muzikale ambiance: haar vader, Moncho Mebarak y Estrella Chams, zingt en speelt piano; haar broer José zingt eveneens en haar andere broer Moisés schrijft muziek. Daarnaast is Mebarak een nichtje van de wereldberoemde popster Shakira Mebarak. Zelf speelt ze al vanaf een jonge leeftijd gitaar, wat vaak terug te vinden is in haar melodieën en liedjes.   
Haar muziek wordt vaak gedefinieerd als latin popmuziek met een vleugje bossanova, funk en blues. 
Voor haar debuutalbum bouwde ze een repertoire op, bestaande uit zo'n zeventig nummers. Voor de meeste nummers heeft ze inspiratie gehaald uit de liefde en andere levenservaringen. In het najaar van 2008 was haar eerste album gereed, dat de titel Cosa Buena droeg en bestond uit 10 liedjes. Van het nummer 'Me llevo mi cancion' is een videoclip uitgebracht. opgenomen in Barranquilla, en viel onder de directie van Ernesto McCausland.

## Cosa Buena
Tracklist van Cosa Buena
1. Me llevo mi canción
2. Mi vitamina
3. Buenas noches
4. La vecina
5. Tatuado en mi memoria
6. No hay explicación
7. Cosa buena
8. Convicción
9. No te vistas que no vas

Het album werd geproduceerd door Einar Escaff, die beter bekend is als de producer van vele albums van Carlos Vives.